# Joyce F. Johnson
Joyce Finch Johnson (* 1922 in Bowling Green/Kentucky) ist eine US-amerikanische Pianistin und Organistin.

## Leben
Johnson entstammte einer Musikerfamilie. Ihr Vater spielte Kornett, ihre Mutter war Lehrerin und Kirchenmusikerin. Joyce erlernte das Klavierspielen weitgehend autodidaktisch und nach Gehör. Im Alter von sieben Jahren spielte sie Klavier in der Sonntagsschule, neunjährig in einer Christian-Science-Kirche. Ihr erstes öffentliches Rezital gab sie im Alter von elf Jahren. Erst während ihres Untergraduiertenstudiums an der Fisk University hatte sie den ersten formalen Klavierunterricht sowie Orgelunterricht bei Arthur Croley, dem Organisten der Universität. An der Northwestern University setzte sie ihr Klavierstudium bei Gui Mombaerts und Louis Crowder fort und nahm weiter Orgelunterricht u. a. bei Richard Enright, Theodore Lams und Karel Paukert. 1971 erlangte sie hier als erste afroamerikanische Musikerin den Doktorgrad.
Bereits während des Studiums begann Johnson 1953 am Spelman College Klavier und Musiktheorie zu unterrichten. Ab 1955 hatte sie hier auch die Organistenstelle inne. Sie unterrichtete mehr als 50 Jahre am Spelman College und versah dort auch nach ihrer Emeritierung die Organistenstelle. Aktiv in der amerikanischen Bürgerrechtsbewegung spielte sie 1968 die Orgel bei der Aufbahrung Martin Luther Kings im Spelman College und danach jahrzehntelang bei den jährlichen ökumenischen Gedenkkonzerten zum Geburtstag Kings in der Ebenezer Baptist Church in Atlanta.
Als Kammermusikerin, Solo- und Konzertpianistin trat Johnson u. a. auf Bermuda, Haiti, auf den Westindischen Inseln und in Südamerika auf und war Gast der Primeira Semana de Musica das Americanas in Sao Paulo, des Festival de Musique Baroque in Souvigny und Artist in Residence am Pernambuco-Konservatorium in Recife. Mit dem Atlanta Symphony Orchestra führte sie Franz Liszts Erstes Klavierkonzert und 1977 unter der Leitung von Robert Shaw John La Montaines Klavierkonzert auf. Als Organistin bevorzugte sie das moderne französische Repertoire – César Franck, Charles-Marie Widor, Henri Mulet, Marcel Dupré, Louis Vierne, Gabriel Pierné́, Jehan Alain, Gaston Litaize – und spielte gern weniger bekannte Kompositionen u. a. von Ermend Bonnal, Jacques Charpentier, Arthur Honegger, Eugène Reuchsel und Paul de Maleingreau. Mehrfach unternahm sie Studienreisen durch Europa, um sich mit der deutschen, französischen und italienischen Orgel- und Orgelbautradition vertraut zu machen. Die American Guild of Organists zeichnete sie mit dem Edward A. Hansen Leadership Award aus.